# Marguerite Pierry
Marguerite Pierry (París, 26 de diciembre de 1887–París, 20 de enero de 1963) fue una actriz de teatro y cine francesa.
Su verdadero nombre era Marguerite Peter, y nació en París, Francia, ciudad en la que falleció a causa de un ataque cardiaco. 

## Filmografía
| - 1931 : On purge bébé, de Jean Renoir - 1931 : Le Bal, de Wilhelm Thiele - 1932 : Le Rosier de Madame Husson, de Bernard Deschamps - 1933 : Le Coucher de la mariée, de Roger Lion - 1935 : Paris Camargue, de Jack Forrester - 1935 : Adémaï au Moyen Âge, de Jean de Marguenat - 1935 : La Sonnette d'alarme, de Christian-Jaque - 1936 : J'arrose mes galons, de René Pujol - 1936 : Ça, c'est du sport, de René Pujol - 1936 : Les Deux Gosses, de Fernand Rivers - 1936 : Courrier sud, de Pierre Billon - 1937 : Trois Artilleurs au pensionnat, de René Pujol - 1937 : Monsieur Breloque a disparu, de Robert Péguy - 1937 : La Citadelle du silence, de Marcel L'Herbier - 1937 : Titin des Martigues, de René Pujol - 1938 : Trois Artilleurs en vadrouille, de René Pujol - 1938 : Conflit, de Léonide Moguy - 1938 : Prison sans barreaux, de Léonide Moguy - 1938 : La Goualeuse, de Fernand Rivers - 1939 : Monsieur Brotonneau, de Alexander Esway - 1939 : Face au destin, de Henri Fescourt - 1939 : Ils étaient neuf célibataires, de Sacha Guitry - 1940 : Fausse Alerte, de Jacques de Baroncelli - 1940 : Paris-New York, de Yves Mirande - 1940 : Faut ce qu'il faut, de René Pujol - 1940 : Les Otages, de Raymond Bernard - 1940 : Tourbillon de Paris, de Henri Diamant-Berger - 1940 : Miquette, de Jean Boyer - 1940 : L'Empreinte du dieu, de Léonide Moguy - 1941 : Parade en sept nuits, de Marc Allégret - 1941 : Fromont jeune et Risler aîné, de Léon Mathot - 1941 : Mam'zelle Bonaparte, de Maurice Tourneur - 1941 : Chèque au porteur, de Jean Boyer - 1942 : La Femme perdue, de Jean Choux - 1942 : Des jeunes filles dans la nuit, de René Le Hénaff | - 1942 : Madame et le mort, de Louis Daquin - 1942 : La Loi du 21 juin 1907, de Sacha Guitry - 1943 : Le Baron fantôme, de Serge de Poligny - 1943 : La Rabouilleuse, de Fernand Rivers - 1943 : Donne-moi tes yeux, de Sacha Guitry - 1945 : La Boîte aux rêves, de Yves Allégret y Jean Choux - 1947 : Contre-enquête, de Jean Faurez - 1947 : Le Château de la dernière chance, de Jean-Paul Paulin - 1947 : Les Maris de Léontine, de René Le Hénaff - 1948 : Les Condamnés, de Georges Lacombe - 1948 : Le Comédien, de Sacha Guitry - 1948 : Toute la famille était là, de Jean de Marguenat - 1948 : Ces dames au chapeau vert, de Fernand Rivers - 1949 : Un trou dans le mur, de Émile Couzinet - 1949 : Dernière heure, édition spéciale, de Maurice de Canonge - 1949 : Aux deux colombes, de Sacha Guitry - 1950 : Le Gang des tractions-arrière, de Jean Loubignac - 1950 : Le Don d'Adèle, de Émile Couzinet - 1951 : Monsieur Octave, de Maurice Boutel - 1951 : Adhémar ou le jouet de la fatalité, de Fernandel - 1951 : Knock, de Guy Lefranc - 1953 : La Vie d'un honnête homme, de Sacha Guitry - 1953 : J'y suis, j'y reste, de Maurice Labro - 1954 : Madame du Barry, de Christian-Jaque - 1955 : Napoléon, de Sacha Guitry - 1955 : Nana, de Christian-Jaque - 1955 : Villa Sans-souci, de Maurice Labro - 1956 : Si Paris nous était conté, de Sacha Guitry - 1956 : Ces sacrées vacances, de Robert Vernay - 1957 : Assassins et Voleurs, de Sacha Guitry - 1957 : Les Œufs de l'autruche, de Denys de La Patellière - 1958 : Tant d'amour perdu, de Léo Joannon - 1960 : Les Frangines, de Jean Gourguet - 1961 : Seul... à corps perdu, de Jean Maley |

## Teatro
- 1921 : Le Caducée, de André Pascal, Teatro de la Renaissance, Théâtre du Gymnase Marie-Bell
- 1924 : La Fleur d'oranger, de André Birabeau y Georges Dolley, Comédie Caumartin
- 1925 : Où allons-nous ?, de Rip y Briquet, Teatro des Capucines
- 1929 : Le Trou dans le mur, de Yves Mirande, Teatro de la Michodière
- 1932 : La Pâtissière du village ou Madeleine, de Alfred Savoir, escenografía de Louis Jouvet, Teatro Pigalle
- 1934 : Le mari que j'ai voulu, de Louis Verneuil, Teatro des Mathurins
- 1935 : Les Fontaines lumineuses, de Georges Berr y Louis Verneuil, Théâtre des Variétés
- 1935 : Y'avait un prisonnier, de Jean Anouilh, Teatro des Ambassadeurs
- 1936 : Fiston, de André Birabeau, Théâtre des Variétés
- 1936 : Le Pélican ou Une étrange famille, de Francis de Croisset a partir de William Somerset Maugham, Teatro des Ambassadeurs
- 1946 : La Sainte Famille, de André Roussin, escenografía de Jean Meyer, Teatro Saint-Georges
- 1946 : Un homme sans amour, de Paul Vialar, escenografía de Fernand Ledoux, Teatro Apollo
- 1948 : Aux deux colombes, de Sacha Guitry, Théâtre des Variétés
- 1949 : La Galette des Rois, de Roger Ferdinand, escenografía de Jean Wall, Teatro Daunou
- 1954 : Gigi, de Colette, escenografía de Jean Meyer, Théâtre des Arts
- 1956 : Appelez-moi Maître ou Tamara, de Gabriel Arout y Renée Arout, escenografía de Jacques Charon, Teatro des Ambassadeurs
- 1956 : La Plume, de Pierre Barillet y Jean-Pierre Grédy, escenografía de Jean Wall, Teatro Daunou
- 1958 : L'Enfant du dimanche, de Pierre Brasseur, escenografía de Pierre Valde, Teatro Édouard VII
- 1959 : L'Enfant du dimanche, de Pierre Brasseur, escenografía de Pierre Valde, Teatro de París
- 1960 : Un garçon d'honneur, de Antoine Blondin y Paul Guimard a partir de Oscar Wilde, escenografía de Claude Barma, Teatro Marigny
- 1960 : El avaro, de Molière, escenografía de Jean Meyer, Teatro du Palais Royal
- 1960 : Las mujeres sabias, de Molière, escenografía de Jean Meyer, Teatro du Palais Royal
- 1960 : La Voleuse de Londres, de Georges Neveux, escenografía de Raymond Gérôme, Théâtre du Gymnase Marie-Bell
- 1961 : George Dandin, de Molière, escenografía de Jean Meyer, Teatro du Palais Royal
- 1962 : La Vénus de Milo, de Jacques Deval, escenografía de Pierre Mondy, Théâtre du Gymnase Marie-Bell